# Hemithea vesta
Hemithea vesta là một loài bướm đêm trong họ Geometridae.